# Percée urbaine
Une percée urbaine est la création d'une voirie nouvelle en remplacement d'un tissu urbain préexistant. Le concept de percée urbaine est notamment connu par les transformations de Paris sous le Second Empire.